# Daniele Patucchi
Daniele Patucchi (Torino, 1945 – Roma, 27 luglio 2015) è stato un compositore e bassista italiano, autore di numerose colonne sonore cinematografiche. È coautore di numerose canzoni con il cantautore Massimo Bizzarri.

## Biografia
Tra le numerose colonne sonore, da ricordare la collaborazione con Bruno Vailati nella composizione delle musiche dei suoi documentari: "Men of the Sea" del 1973, "Alla scoperta del mare" del 1975 e "Uomini e squali" del 1976.
Come bassista ha suonato tra gli altri negli album Per un pugno di samba di Chico Buarque de Hollanda nel 1970 e Storia di un impiegato di Fabrizio De André nel 1973

## Discografia parziale

### Album
- 1972 - Los Amigos (CAM, SAG 9050)
- 1974 - Pane e cioccolata (CAM, SAG 9056)
- 1983 - Turbo Time (CAM, LCME 33452)
- 1984 - Dolce e selvaggio (CAM, LCME 10454)
- 1984 - Wild Beasts (CAM, LCME 10458)

## Filmografia parziale
- La casa delle mele mature, regia di Pino Tosini (1971)
- Black Killer, regia di Carlo Croccolo (1971)
- Il paese del sesso selvaggio, regia di Umberto Lenzi (1972)
- Lo ammazzò come un cane... ma lui rideva ancora, regia di Angelo Pannacciò (1972)
- Sei una carogna... e t'ammazzo!, regia di Manuel Esteba (1972)
- Los amigos, regia di Paolo Cavara (1972)
- Frankenstein '80, regia di Mario Mancini (1972)
- Il clan del quartiere latino (Sans sommation), regia di Bruno Gantillon (1973)
- Il sesso della strega, regia di Angelo Pannacciò (1973)
- Pane e cioccolata, regia di Franco Brusati (1973)
- Un amore così fragile così violento, regia di Leros Pittoni (1973)
- Il lumacone, regia di Paolo Cavara (1974)
- Virilità, regia di Paolo Cavara (1974)
- I baroni, regia di Gian Paolo Lomi (1975)
- Squadra speciale antirapina (Metralleta 'Stein'), regia di José Antonio de la Loma (1975)
- E tanta paura, regia di Paolo Cavara (1976)
- Cara sposa, regia di Pasquale Festa Campanile (1977)
- Un giorno alla fine di ottobre, regia di Paolo Spinola (1977)
- Eutanasia di un amore, regia di Enrico Maria Salerno (1978)
- Bionda fragola, regia di Mino Bellei (1980)
- Dolce e selvaggio, regia di Antonio Climati e Mario Morra (1983)
- I predatori dell'anno Omega, regia di David Worth (1984)
- Dimensione violenza, regia di Mario Morra (1984)
- Wild Beasts - Belve feroci, regia di Franco Prosperi (1984)

## Canzoni composte con Massimo Bizzarri
- Ferragosto (Bizzarri/Patucchi)
- Senza titolo (Bizzarri/Patucchi/Bizzarri)
- Fregene (Bizzarri/Patucchi)
- Malaga (Bizzarri/Patucchi/Bizzarri)
- Legione straniera (Bizzarri/Patucchi/Bizzarri)
- Autunno del '58 (Bizzarri/Patucchi/Bizzarri)
- Loco amor (Bizzarri/Patucchi)
- Pepè le Mokò (Bizzarri/Patucchi/Bizzarri)